# Christophe Grégoire
Christophe Grégoire (ur. 20 kwietnia 1980 w Liège) – belgijski piłkarz grający na pozycji lewego pomocnika. Był reprezentantem Belgii.

## Kariera klubowa
Swoją karierę piłkarską Grégoire rozpoczął w juniorach klubu RFC Seraing. Następnie podjął treningi w RFC Liège i w sezonie 1998/1999 zadebiutował w jego barwach w drugiej lidze belgijskiej. W 2000 roku przeszedł do Excelsioru Mouscron i 12 sierpnia 2000 zadebiutował w nim w pierwszej lidze w wygranym 3:0 domowym meczu z Germinalem Beerschot. W Excelsiorze występował do końca 2004 roku.
W styczniu 2005 Grégoire został zawodnikiem Anderlechtu. Swój debiut w nim zaliczył 15 stycznia 2005 w zwycięskim 2:0 domowym spotkaniu z Excelsiorem Mouscron. W sezonie 2004/2005 wywalczył z Anderlechtem wicemistrzostwo Belgii.
Latem 2005 Grégoire przeszedł do KAA Gent, w którym swój debiut zanotował 20 sierpnia 2005 w wygranym 1:0 domowym meczu z Cercle Brugge. Zawodnikiem klubu z Gandawy był do końca 2007 roku.
Na początku 2008 roku Grégoire odszedł do holenderskiego Willema II Tilburg. Zadebiutował w nim 19 stycznia 2008 w przegranym 0:1 wyjazdowym meczu z NAC Breda. W styczniu 2009 został wypożyczony do Royalu Charleroi, w którym swój debiut zaliczył 8 lutego 2009 w zremisowanym 2:2 wyjazdowym meczu z Cercle Brugge. W sezonie 2009/2010 ponownie grał w Willemie II, a w sezonie 2010/2011 w Royalu Charleroi. W latach 2011–2014 był piłkarzem Sprimont-Comblain Sport, w którym zakończył karierę.
| Sezon   | Klub                    | Kraj     | Rozgrywki     | Mecze | Gole |
| ------- | ----------------------- | -------- | ------------- | ----- | ---- |
| 1998/99 | RFC Liège               | Belgia   | Tweede klasse | 6     | 0    |
| 1999/00 | RFC Liège               | Belgia   | Tweede klasse | 30    | 8    |
| 2000/01 | Excelsior Mouscron      | Belgia   | Eerste klasse | 7     | 0    |
| 2001/02 | Excelsior Mouscron      | Belgia   | Eerste klasse | 31    | 8    |
| 2002/03 | Excelsior Mouscron      | Belgia   | Eerste klasse | 30    | 3    |
| 2003/04 | Excelsior Mouscron      | Belgia   | Eerste klasse | 32    | 3    |
| 2004/05 | Excelsior Mouscron      | Belgia   | Eerste klasse | 17    | 1    |
| 2004/05 | RSC Anderlecht          | Belgia   | Eerste klasse | 6     | 1    |
| 2005/06 | KAA Gent                | Belgia   | Eerste klasse | 27    | 8    |
| 2006/07 | KAA Gent                | Belgia   | Eerste klasse | 33    | 4    |
| 2007/08 | KAA Gent                | Belgia   | Eerste klasse | 16    | 5    |
| 2007/08 | Willem II Tilburg       | Holandia | Eredivisie    | 14    | 0    |
| 2008/09 | Willem II Tilburg       | Holandia | Eredivisie    | 11    | 0    |
| 2008/09 | Royal Charleroi         | Belgia   | Eerste klasse | 14    | 3    |
| 2009/10 | Willem II Tilburg       | Holandia | Eredivisie    | 20    | 5    |
| 2010/11 | Royal Charleroi         | Belgia   | Eerste klasse | 9     | 0    |
| 2011/12 | Sprimont-Comblain Sport | Belgia   | IV liga       | ?     | ?    |
| 2012/13 | Sprimont-Comblain Sport | Belgia   | IV liga       | ?     | ?    |
| 2013/14 | Sprimont-Comblain Sport | Belgia   | Derde klasse  | 23    | 6    |

## Kariera reprezentacyjna
W reprezentacji Belgii Grégoire zadebiutował 13 października 2007 w zremisowanym 0:0 meczu eliminacji do Euro 2000 z Finlandią, rozegranym w Brukseli. W kadrze narodowej rozegrał 2 mecze, oba w 2007.